# Tulúnida
La dinastia tulúnida o dels tulúnides fou una nissaga que va regir Egipte del 868 al 968 com a governadors (emirs) del califat, tot i que en la pràctica amb un gran poder i de fet de manera hereditària. Els emirs foren:
- Àhmad ibn Tulun 868-884
- Khumàrawayh ibn Àhmad ibn Tulun 884-896
- Abu-l-Assàkir Jayx ibn Khumàrawayh 896
- Harun ibn Khumàrawayh 896-904
- Xayban Àhmad ibn Tulun 904-905

## Història
El visir abbàssida Bayakbak (mort el 868), d'origen turc, que dirigia els afers administratius a Samarra, va enviar com a governador fiscal de la província d'Egipte a Ahmad ibn Tulun, també d'origen turc. Després va estendre la seva jurisdicció a Cirenaica i Barka i finalment va esdevenir governador polític. El seu govern que va durar fins al 1884, va ser reeixit i va deixar al seu fill Khumàrawayh unes finances sanejades i un exèrcit experimentat. El nou governador va liquidar aviat el tresor patern, i va provocar lluites faccionals internes; fou assassinat el 896 i el seu fill Jayx fou deposat pels generals que van portar al poder a Harun, germà de Khumàrawayh. El nou emir va governar fins al seu assassinat el 904 i el va succeir el seu germà Xayban però una invasió abbàssida dirigida per Muhammad ibn Sulayman per mar (des de Tartus) va liquidar el govern de Xayban i va restablir el control califal.
El tulúnides van iniciar un camí cap a l'autonomia, moderat i lent però perceptible en diverses decisions. També intentaren controlar Síria i l'Awasim. Van fer dues campanyes a la frontera romana d'Orient el 878 i 882 en què es va assegurar la lleialtat dels principals governadors, però la fortalesa principal, Tars, va quedar fora de la seva influència. El 883 va intentar controlar la Meca i Medina però la campanya va fracassar. Khumàrawayh va fer front a la invasió de Síria per Talha al-Muwàffaq i la traïció d'Ahmad ibn Muhammad al-Wasiti que havia estat un dels propers d'Ahamd ibn Tulun; algunes victòries polítiques i militars això no obstant, li van assegurar el control de Síria i l'Al-Jazira, i finalment de Tars abans del 890. El tractat de 886 amb al-Muawaffak va reconèixer als tulúnides com governants d'Egipte i les províncies síries per un període de trenta anys; un altre tractat amb el califa al-Mutadid, signat el 892, va confirmar l'acord anterior.